# Rusłan Neszczeret
Rusłan Ołeksijowycz Neszczeret, ukr. Руслан Олексійович Нещерет (ur. 22 stycznia 2002 w Mukaczewie, w obwodzie zakarpackim, Ukraina) – ukraiński piłkarz, grający na pozycji bramkarza.

## Kariera piłkarska

### Kariera klubowa
Wychowanek klubu Dynamo Kijów, barwy którego bronił w juniorskich mistrzostwach Ukrainy (DJuFL). Po ukończeniu akademii i przejściu do Dynama U-19, piłkarz grał w Lidze Młodzieżowej UEFA. W sezonie 2018/19 rozegrał dwa mecze, w tym mecz z młodzieżową drużyną Juventusu (3-0), a także wszystkie 5 spotkań sezonu Ligi Młodzieżowej UEFA sezonu 2019/20.
31 października 2020 roku 18-letni bramkarz po raz pierwszy zagrał w Dynama w Premier-lidze Ukrainy. Trener Mircea Lucescu został zmuszony do skorzystania z usług młodego bramkarza z powodu nieobecności Heorhija Buszczana i Denysa Bojki, u których dzień wcześniej zdiagnozowano wirusa COVID-19.
4 listopada 2020 debiutował w podstawowym składzie kijowskiego klubu w meczu Ligi Mistrzów z Barceloną. Ukrainiec obronił w tym spotkaniu 12 strzałów, co było najlepszym wynikiem w Lidze Mistrzów od 2013 roku.

### Kariera reprezentacyjna
Występował w juniorskiej i młodzieżowej reprezentacjach Ukrainy. 

## Sukcesy i odznaczenia

### Sukcesy reprezentacyjne
Ukraina U-21
- brązowy medalista Mistrzostw Europy U-21: 2023